# Пяски (Пясечинський повіт)
Пя́ски (пол. Piaski) — село в Польщі, у гміні Констанцин-Єзьорна Пясечинського повіту Мазовецького воєводства.
Населення — 102 особи (2011).
У 1975—1998 роках село належало до Варшавського воєводства.

## Демографія
Демографічна структура станом на 31 березня 2011 року:
|          | Загалом | Допрацездатний вік | Працездатний вік | Постпрацездатний вік |
| -------- | ------- | ------------------ | ---------------- | -------------------- |
| Чоловіки | 52      | 8                  | 41               | 3                    |
| Жінки    | 50      | 8                  | 34               | 8                    |
| Разом    | 102     | 16                 | 75               | 11                   |